# Neoraja
Neoraja es un género de peces de la familia de los Rajidae en el orden de los Rajiformes.

## Especies
- Neoraja africana (Stehmann & Seret, 1983)
- Neoraja caerulea (Stehmann, 1976)
- Neoraja carolinensis(McEachran & Stehmann, 1984)
- Neoraja iberica (Stehmann, Séret, Costa & Baro, 2008)
- Neoraja stehmanni (Hulley, 1972)